# Liste der Naturdenkmale in Rotenburg a. d. Fulda
Die Liste der Naturdenkmale in Rotenburg an der Fulda nennt die im Gebiet der Stadt Rotenburg a. d. Fulda im Landkreis Hersfeld-Rotenburg in Hessen gelegenen Naturdenkmale.

## Naturdenkmale
| Bild            | Bezeichnung                                  | Ortsteil, Lage                                        | Beschreibung                                                 | Art             | Nr.     |
| --------------- | -------------------------------------------- | ----------------------------------------------------- | ------------------------------------------------------------ | --------------- | ------- |
| BW              | Kalkrücken                                   | Atzelrode 50° 59′ 0,8″ N, 9° 41′ 6,3″ O               | Kalkrücken „Im Brückenbach“                                  |                 | 3632850 |
| BW              | Hutebaum                                     | Atzelrode 50° 59′ 14,1″ N, 9° 41′ 31,5″ O             | Zwei Hutebäume bei Wüstfeld                                  | Hutebaum        | 3632851 |
| BW              | Heide-Kiefern-Fläche                         | Atzelrode 50° 58′ 47,7″ N, 9° 41′ 12,4″ O             | Heide-Kiefern-Fläche                                         | Heide           | 3632852 |
| BW              | Birke                                        | Braach 51° 0′ 16,4″ N, 9° 41′ 18,5″ O                 | Birke auf dem Schulhof in Braach (Ersatzpflanzung)           | Hänge-Birke     | 3632853 |
| BW              | Linden (Tilia)                               | Rotenburg a. d. Fulda 51° 0′ 17″ N, 9° 43′ 20,5″ O    | Linde (Lauselinde)                                           | Linde           | 3632854 |
| BW              | Linden (Tilia)                               | Rotenburg a. d. Fulda 51° 0′ 6″ N, 9° 43′ 59,2″ O     | Linde (Sommerlinde)                                          | Sommerlinde     | 3632856 |
| Fotos hochladen | Fulda-Altwasser 1                            | Rotenburg a. d. Fulda 51° 0′ 25,9″ N, 9° 42′ 21,2″ O  | Fulda-Altwasser im Naturschutzgebiet „Im Sand bei Rotenburg“ | Altwasser       | 3632857 |
| BW              | Fulda-Altwasser 2                            | Rotenburg a. d. Fulda 51° 0′ 21,5″ N, 9° 42′ 56,3″ O  | Fulda-Altwasser                                              | Altwasser       | 3632858 |
| BW              | Triftfläche am Heienbach                     | Rotenburg a. d. Fulda 51° 0′ 47,2″ N, 9° 44′ 40,7″ O  | Triftfläche am Heienbach                                     |                 | 3632859 |
| BW              | Kalkrücken im Brückenbach                    | Rotenburg a. d. Fulda 51° 1′ 21,2″ N, 9° 44′ 59,8″ O  | Kalkrücken im Brückenbach                                    |                 | 3632860 |
| BW              | Eiche (Quercus) und Buchen (Fagus sylvatica) | Rotenburg a. d. Fulda 50° 58′ 32,6″ N, 9° 43′ 44,2″ O | Eine Eiche und zwei alte Buchen am Dörnbachsweg              | Eiche, Rotbuche | 3632861 |
| BW              | Linden (Tilia)                               | Rotenburg a. d. Fulda 51° 1′ 13″ N, 9° 43′ 5,3″ O     | Linde bei Hof Guttels                                        | Linde           | 3632863 |
| BW              | Bäume am Neustädter Kirchplatz               | Rotenburg a. d. Fulda 50° 59′ 51,1″ N, 9° 43′ 44,6″ O | Bäume am Neustädter Kirchplatz                               |                 | 3632864 |
| BW              | Linden (Tilia) und Kiefern (Pinus)           | Rotenburg a. d. Fulda 50° 58′ 45,3″ N, 9° 43′ 55,6″ O | Linden und Kiefern, 12 Apostelstand                          | Linden, Kiefern | 3632865 |
| BW              | Eiche (Quercus)                              | Schwarzenhasel 51° 0′ 44,2″ N, 9° 45′ 33,7″ O         | Die Betteleiche bei Schwarzenhasel                           | Eiche           | 3632866 |
| BW              | Jungfernstein                                | Schwarzenhasel 51° 1′ 43,6″ N, 9° 47′ 7,7″ O          | Jungfernstein                                                |                 | 3632867 |